# Андрейова
Андрейова (словац. Andrejová) — село, община в округе Бардеёв, Прешовский край, Словакия. Расположен в северо-восточной части страны в долине реки Андрийовки.
В селе есть каменная греко-католическая церковь Девы Марии с 1893 года. Церковная метрика ведется с 1831 года.
Деревянная церковь, помтроенная в 1763 году сгорела в 1882 году. Перед этой существовала деревянная церковь, построенная в 1492 году.
Есть часовня с 1925 года.

## Население
| Год:                | 1994 | 2004     | 2014     | 2024    |
| ------------------- | ---- | -------- | -------- | ------- |
| Количество человек: | 287  | 317      | 371      | 351     |
| Разница:            |      | +10,45 % | +17,03 % | −5,39 % |